# هارفي هانكوك
هارفي هانكوك (بالإنجليزية: Harvey Hancock)‏ هو شخصية أعمال وصحفي أمريكي، ولد في 2 يناير 1900 في مندون في الولايات المتحدة، وتوفي في 8 يناير 1996 في مونتيري في الولايات المتحدة.